# Bisley (Surrey)
Bisley is een civil parish in het Engelse graafschap Surrey. Het dorp ligt tussen West End, Chobham en Knaphill.

## Geschiedenis
De naam Bisley werd voor het eerst vermeld in de tiende eeuw als 'Busseleghe'. De naam stamt af van de Oudengelse woorden 'Bysc' (struik), en 'Leah', wat open plek betekent. De naam betekent dus open plek waar struiken groeien.
Een vlakbijgelegen waterbron stond bekend als de 'Heilige Bron van Johannes de Doper' en er werd gezegd dat het water uit de bron geneeskrachtig was. Het water werd tot vroeg in de 20e eeuw gebruikt als doopwater.
Acteur Barry Evans zat op de jongensschool in Bisley.